# Свято-Микільський соборний храм (Миколаїв)
Свято-Миколаївський соборний храм (Свято-Нікольський собрний храм) — одна з визначних пам'яток міста Миколаєва, архітектурна пам'ятка державного значення, церква Української православної церкви.

## Історія

### Перші спроби будівництва
Ще наприкінці 18 століття були перші спроби збудувати в Миколаєві храм на честь святителя Миколая. 26 червня 1769 року Г. О. Потьомкін направив Катерині II донесення з проханням збудувати в районі Вітовка (нині — Корабельний район м. Миколаєва), недалеко від русла Інгул, чоловічий Свято-Микільський монастир для монахів та інвалідів — учасників війни з турками. Дозвіл прийшов негайно. Настоятелем ще не збудованого храму було назначено архімандрита Мойсея. Але через смерть князя, рішення про заснування храму так і нереалізувалось.
20 років по тому 17 грудня 1789 року Михайло Фалєєв поінформував архієпископа Катеринославського, Херсонського і Таврійського Амвросія про те, що має намір звести в Миколаєві храм на честь святого Миколая Чудотворця. Цей добрий намір тісно пов'язаний з греками-переселенцями, які в житті міста відіграли значну економічну та культурну роль.
В 1790 році на пожертви грецької громади був збудований дерев'яний храм святого Миколая (на перетині теперішніх вулиць Аркасівської та Марка Кропивницького). Та проіснував він всього 20 років, так як дерев'яна церква застаріла і вже не задовольняла віруючих, зображення цього храму або опис не збереглися. Тоді у 1808 році з ініціативи священика Костянтина Марабута і благословення архієпископа Катеринославського, Херсонського і Таврійського Платона був початий збір пожертвувань на зведення нової, грецької Свято-Миколаївської церкви.

### Будівництво храму
Кам'яний грецький Свято-Миколаївський храм (нині — Свято-Миколаївський соборний храм) будували з 1803  до 1817 рр. — через брак коштів внаслідок зменшення матеріальних можливостей грецької громади Миколаєва після від'їзду великої кількості торговців, в тому числі греків, до Одеси після закриття Миколаєва для іноземців за Павла І. Про значні труднощі в будівництві грецького храму свідчать документи 1808—1815 рр., які зберігаються у фондах Державного архіву Миколаївської області. У 1808 році архієпископ Платон дозволив священику Костянтину Марабуту і парафіянам Микільського храму збирати кошти на будівництво храму серед населення єпархії. Суми пожертвувань коливалися від 25 копійок до 1000 рублів. Окрім грошей жертвували будматеріали. Храму були подаровані ікони святого Миколая та Божої Матері «Одигітрія» в срібному окладі.
Будівельником храму був протоієрей Карп Павловський, особливою турботою про зведення храму також відзначився архімандрит Захарій Петропуло.
Церква була створена за типовим архітектурним проєктом, який був затверджений Святійшим Синодом. Попри невеликі розміри та відносну простоту зовнішнього оздоблення, Миколаївський собор відігравав вагому роль у житті міста. При соборі була відкрита церковно-приходська школа.
У 30-ті р. XX ст. грецьку церкву закрили і використовували під склад. Під час війни в 1941 р. в ній відновили богослужіння, які тривають і донині.

### Сучасний храм
Після створення Вознесенської та Миколаївської єпархії, коли Миколаїв став єпархіальним центром, Свято-Миколаївський храм отримав статус собору, після чого був відреставрований, а на дзвіниці встановили дзвони. У південній частині Миколаївської церкви був споруджений бічний вівтар на честь Покрови Пресвятої Богородиці. Біля північних дверей із зовнішнього боку облаштовано місце для обряду освячення води.